# Жилой комплекс работников мясокомбината (Санкт-Петербург)
Жилой комплекс работников мясокомбината — жилые дома в Московском районе Санкт-Петербурга. Расположены по адресу: Московское шоссе, дом 14 и дом 16.

## История
Построены в 1936—1941 годах по проекту архитекторов А. А. Юнгера, Н. Н. Лебедева, А. Н. Сибирякова. Данные дома предназначались для работников расположенного неподалёку мясокомбината. Два здания образуют полукруглую площадь перед ними.
В 2001 году дома были включены КГИОПом в «Перечень вновь выявленных объектов, представляющих историческую, научную, художественную или иную культурную ценность»